# 卡吕普索
卡吕普索（Calypso, Kalypsō），希腊神话的海之女神，阿特拉斯之女，她曾将奥德修斯困在她的奥吉吉亞岛上七年。英文Calypso也用来称呼土星的天然卫星，是该行星的第十四顆卫星。據說是被奧林帕斯的天神囚禁在島上。不時會有英雄被送到島上來，卡呂普索所受到的懲罰是：她一定會愛上那些英雄，但那些英雄卻不得不離開。
而最為人所知的是在荷馬的《奥德赛》中，她趁希臘英雄奧德修斯回家的途中，把他軟禁在島上七年，想讓奧德修斯成為她的丈夫；她透過各種才藝來吸引奧德修斯，這幾年時間他們同居在島上甚至共枕而眠，但是奧德修斯仍想回家去與妻子團圓。
奧德修斯的守護神雅典娜因此要求宙斯幫忙，宙斯派赫耳墨斯送信給卡呂普索，告訴她殘酷的事實，她與奧德修斯並不會有共同的未來，卡呂普索雖然很生氣，但是最終還是屈服了，安排奧德修斯重返回家的路上。

## 詞源
卡吕普索這個名字可能來源於古希臘語的 ()，意思是「覆蓋」或「隱藏」。根據Etymologicum Magnum的說法，她的名字的意思是隱藏知識 (，kalýptousa to dianooúmenon)，結合Epithets in Homer的 (,意思是「微妙」或「狡猾」)——暗示了卡呂普索和她的島嶼的隱居性格。

## 流行文化
- 在電影《加勒比海盜3：世界的盡頭》化名為一個叫蒂婭·達爾瑪的女巫，與深海閻王有段戀情（娜歐蜜·哈瑞絲飾）。
- 小說《波西傑克森—迷宮戰場》中，男主角波西曾在島上待了一陣子療傷，雖然愛上波西但波西選擇離開，並且於《終極天神》最後作為波西向天神的其中一個要求而被赦免。波西傑克森續篇《混血營英雄》中性格大變、最終與主角之一的里歐相愛。

## 备注
1. ↑  Pontani, Filippomaria. . Symbolae Osloenses. 2013, 87 (1): 45. ISSN 0039-7679. doi:10.1080/00397679.2013.822722.
2. ↑  Entry καλύπτω （页面存档备份，存于） at LSJ